# Einfarb-Mistelfresser
Der Einfarb-Mistelfresser (Dicaeum minullum) ist eine Vogelart aus der Familie der Mistelfresser (Dicaeidae).
Der lateinische Artzusatz kommt von lateinisch minulus ‚sehr klein‘.
Früher wurde die Art zusammen mit dem Nilgirimistelfresser (Dicaeum concolor) und dem Andamanen-Mistelfresser (Dicaeum virescens) als konspezifisch betrachtet, wurde aber 2005 in drei eigenständige Arten aufgespalten (nicht durchgehend akzeptiert).
Der Vogel kommt vom Himalaya über Indonesien bis Taiwan vor.
Das Verbreitungsgebiet umfasst tropischen oder subtropischen feuchten Tiefwald.

## Merkmale
Der Vogel ist 7–9 cm groß, wiegt zwischen 4 und 6 g. Die Oberseite ist grau bis oliv-braun mit hellem Überaugenstreif, hellen Ohrdecken und heller Unterseite. Iris, Beine und der leicht gebogene, kurze Schnabel sind dunkel, der Schwanz ist kurz.

## Geografische Variation
Es werden folgende Unterarten anerkannt:
- D. m. minullum Swinhoe, 1870, Nominatform – Hainan
- D. m. olivaceum Walden, 1875 – Himalayaausläufer von Nepal, Nordostindien, Bangladesch, Myanmar, Süden Chinas (Sichuan bis Xizang, Yunnan, Guangxi und Guangdong), Thailand und Indochina
- D. m. uchidai Nagamichi Kuroda, 1920 – Taiwan
- D. m. borneanum Lönnberg, 1925 – Malaiische Halbinsel, Sumatra, nördliche Natuna-Inseln und Borneo

IOC & HBW führen außerdem
- D. m. sollicitans E. J. O. Hartert, 1901 – Java und Bali

HBW schließlich noch
- D. m. Virescens A. O. Hume, 1873 – Andamanen-Mistelfresser – Andamanen

Dieser Vogel stellt bei IOC und Avibase eine eigenständige Art dar.

## Stimme
Der Ruf des Männchens wird als „tik-tik-tik“ oder „chirp-chirp-chirp“, scharfes „chek“ oder sehr kurzes Stakkato von „chrik“ beschrieben.

## Lebensweise
Die Nahrung besteht hauptsächlich aus Insekten, gerne Spinnen, Feigen, Früchte und Nektar von Misteln.
Die Brutzeit liegt zwischen März und September in Nepal und Nordostindien, auf den Andamanen zwischen Mai und Juni.

## Gefährdungssituation
Der Bestand gilt als nicht gefährdet (Least Concern).